# Església parroquial de Sant Martí d'Ansovell
Sant Martí d'Ansovell és l'església parroquial del nucli d'Ansovell del municipi de Cava (Alt Urgell) protegida com a bé cultural d'interès local.

## Descripció
Edifici religiós d'una nau coberta amb voltes de llunetes i capella lateral. Construcció rústega de pedres unides amb fang. Porta adovellada al frontis.
Torre campanar de base quadrada, accés exterior que s'obre en el segon pis.